# Gefecht bei Lambsheim

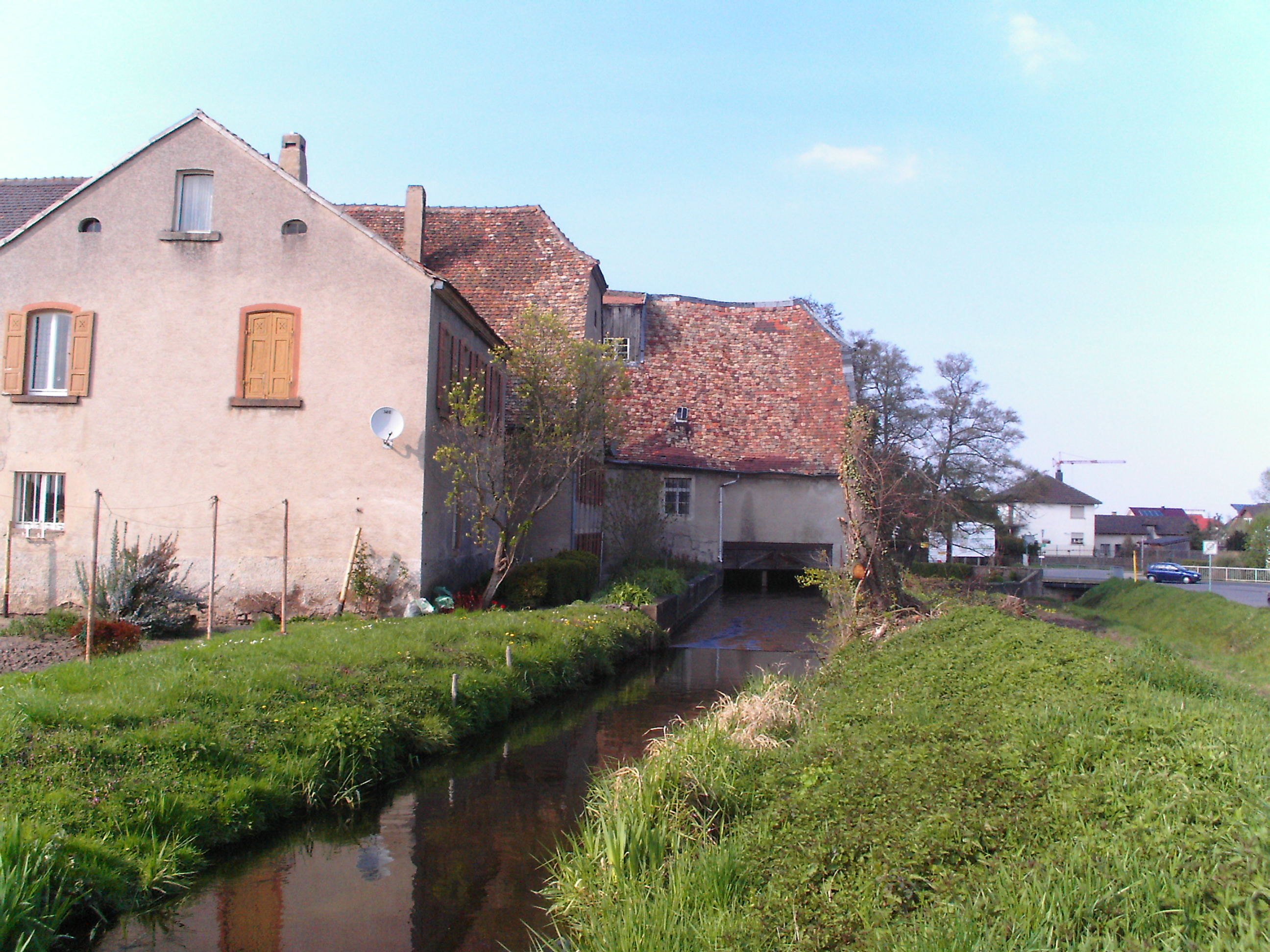
Lambsheim, alte Dorfmühle und Isenach (Frankenthaler Bach). Hier fanden am 14. November 1795 starke Kampfhandlungen statt und auf der Mühlbrücke fiel Leutnant Klesius aus Bonn.

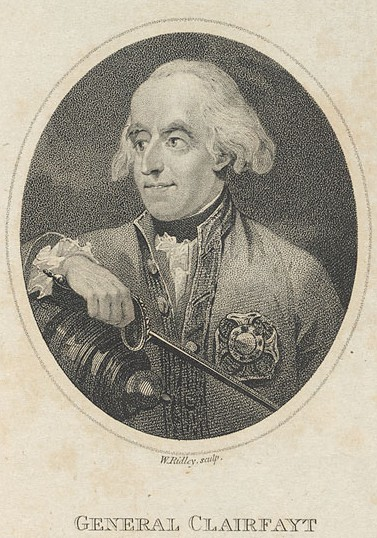
Feldmarschall Graf Charles Joseph Graf von Clerfayt, der österreichische Oberkommandierende im Gefecht bei Lambsheim.

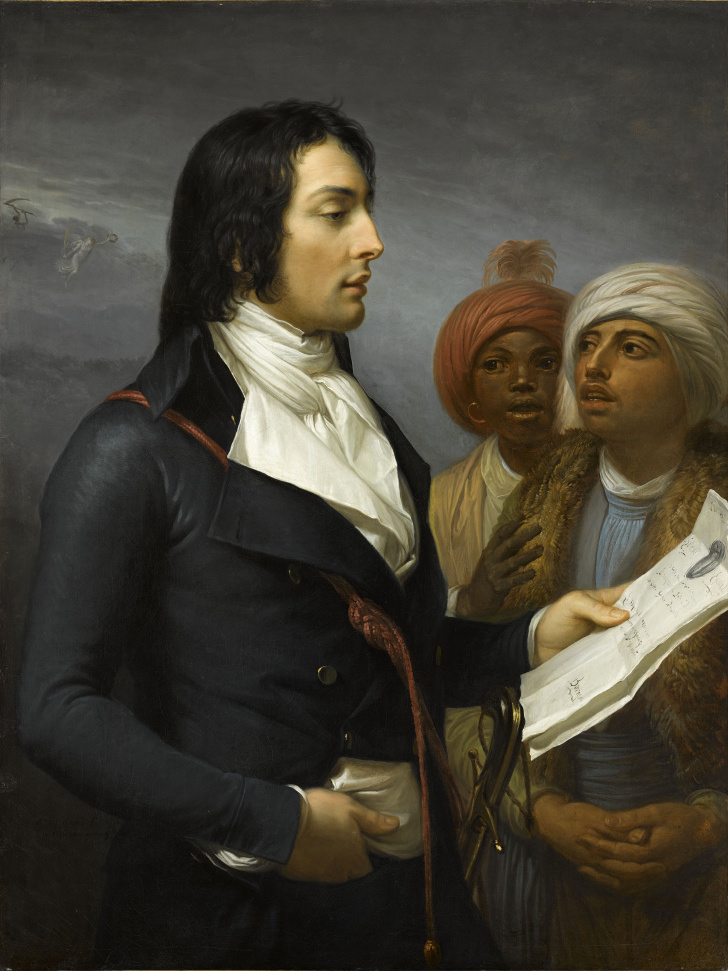
Der französische General Louis Charles Antoine Desaix. Er erhielt bei Lambsheim einen Flintenschuss durch seinen Hut.

Das Gefecht bei Lambsheim war eine kriegerische Auseinandersetzung zwischen der deutschen Reichsarmee und französischen Revolutionstruppen mit etwa 250 Toten. Es fand am 14. November 1795 in Lambsheim, einem ehemals befestigten Städtchen in der Rheinebene, zwischen Worms und Speyer statt.

## Geschichtlicher Hintergrund
Die junge französische Republik verbreitete mit großem missionarischem Eifer ihre Ideen von „Freiheit, Gleichheit, Brüderlichkeit“. Bereits im Ersten Koalitionskrieg (1792–97) fielen ihrer Expansionslust die deutschen Gebiete links des Rheins zum Opfer, wodurch jener Landstrich zum Kriegsschauplatz mit all seinen schrecklichen Folgen wurde. Nach wechselndem Kriegsglück blieb der linksrheinische Teil der Pfalz schließlich ab 1797 in französischer Hand, 1801 erfolgte auch die staatsrechtliche Angliederung an Frankreich, welche bis 1815 andauerte. In der Zeit zwischen 1792 und 1796 kam es in der Pfalz zu einer Vielzahl größerer und kleinerer Kampfeshandlungen gegen die französischen Eroberer, die heute nach rund 200 Jahren oftmals völlig vergessen sind. Dies beklagte schon 1865 der gelehrte Historiker, Domkapitular Franz Xaver Remling aus Speyer, indem er diesbezüglich sehr treffend schrieb:

„Nur Wenige der Jetztzeit in den gesegneten Gauen des Rheines wissen, welche Opfer die französische Staatsumwälzung auch in unserem Lande forderte, welche unzähligen Truppenzüge und lästigen Einquartierungen in einer Reihe von Jahren stattgefunden, wieviele Saatfelder zerstampft, Weinberge verwüstet und wieviele Städte, Dörfer, Schlösser und Höfe ausgeplündert und den Flammen preisgegeben wurden.“

## Vorgeschichte
Schon 1794 kam es in Lambsheim zu Kämpfen. In den Leininger Geschichtsblättern von 1910, der Zeitschrift des Altertumsverein Grünstadt, ist das Tagebuch des Gutsbesitzers Köster aus Friedelsheim abgedruckt, das die lokalen Kriegsereignisse detailliert beschreibt. Unter dem 26. April 1794 wird beispielsweise vermerkt:

„Den 26. sind die Franken [Franzosen] mit der ganzen Avantgarde vorgerückt und haben die Gegend von Frankenthal und Grünstadt rekognosziert. Die Lambsheimer und Freinsheimer weigerten sich, ihre Tore aufzumachen und wollten sich zur Wehr setzen. Deswegen schossen die Franzosen die Tore mit Kanonen zusammen und hieben alle Fenster ein. Das Vieh welches die Franzosen aus Lambsheim und Freinsheim wegbrachten, betrug ungefähr 200 Stück. Das meiste war von den Nachbarorten hinter die dortigen Festungsmauern geflüchtet.“

Aber auch für das Jahr 1795 finden sich 2 Tagebucheinträge:

„(12.11.1795) 4 Uhr, soeben fängt ein starkes Kanonen- und Kleingewehrfeuer bei Lambsheim und Frankenthal an. Die Franzosen wollen die Kaiserlichen aus Frankenthal vertreiben. 7 Uhr, alles ist wieder ruhig.“

„Den 14.; starke Kanonade bei Lambsheim… Man sieht’s in Lambsheim brennen … Alle Häuser erzittern bei dem Kanonenfeuer.“

## Das Gefecht von Lambsheim, 1795
In Lambsheim erlebt der gerade erst 18-jährige Einwohner Karl Geib (1777–1852) die Gefechte unmittelbar. Unter Napoleon später selbst Kavallerieoffizier, ward er schließlich ein namhafter Schriftsteller und war verheiratet mit Karolina vom Stein, einer Verwandten des berühmten preußischen Staatsmannes gleichen Namens. 1801 gab er in Johann Wilhelm Aschenbergs Niederrheinischen Blättern für Belehrung und Unterhaltung einen ausführlichen Bericht über das Franzosengefecht bei Lambsheim. Die Schilderung in dieser Zeitschrift wäre wohl heute völlig vergessen, hätte Geib in seinem späteren Werk Reise-Handbuch durch alle Theile der Königl. Bayerischen Rheinpfalz in localer und historischer Beziehung nicht selbst auf seine 40 Jahre zuvor publizierte Schilderung hingewiesen. Dieses Reise-Handbuch ist in neuester Zeit als Reprint erschienen und daher eine leicht zugängliche Quelle, ganz im Unterschied zu den „Niederrheinischen Blättern“, die als über 200-jährige Periodika von größter Seltenheit sind. In dem Reisehandbuch beschreibt Karl Geib sein Heimatdorf Lambsheim wie es um 1841 war. Zum Verständnis der Kampfhandlung erscheint diese Ortsbeschreibung sehr hilfreich:

„Lambsheim ist ein heiteres, wohlgebautes Städtchen… Noch hat Lambsheim zwei Stadtgräben und einen Wall, auf dem aber jetzt Weinberge und andere Pflanzungen angelegt sind. Von den doppelten Thoren besteht noch eins und an den Eingängen gewahrt man noch einige Ruinen der zerstörten Mauer. Auch vor dem Orte zeigen sich noch Spuren der ehemaligen Festungswerke. Die verschlossenen Thore und die Gräben dienten am 14. November 1795 einer kleinen Schar französischer Truppen zur Vertheidigung gegen ein starkes österreichisches Corps, welches, nachdem es außerhalb des Ortes in einem hitzigen Gefecht namhaften Verlust erlitten, diesen mit stürmender Gewalt eroberte.“

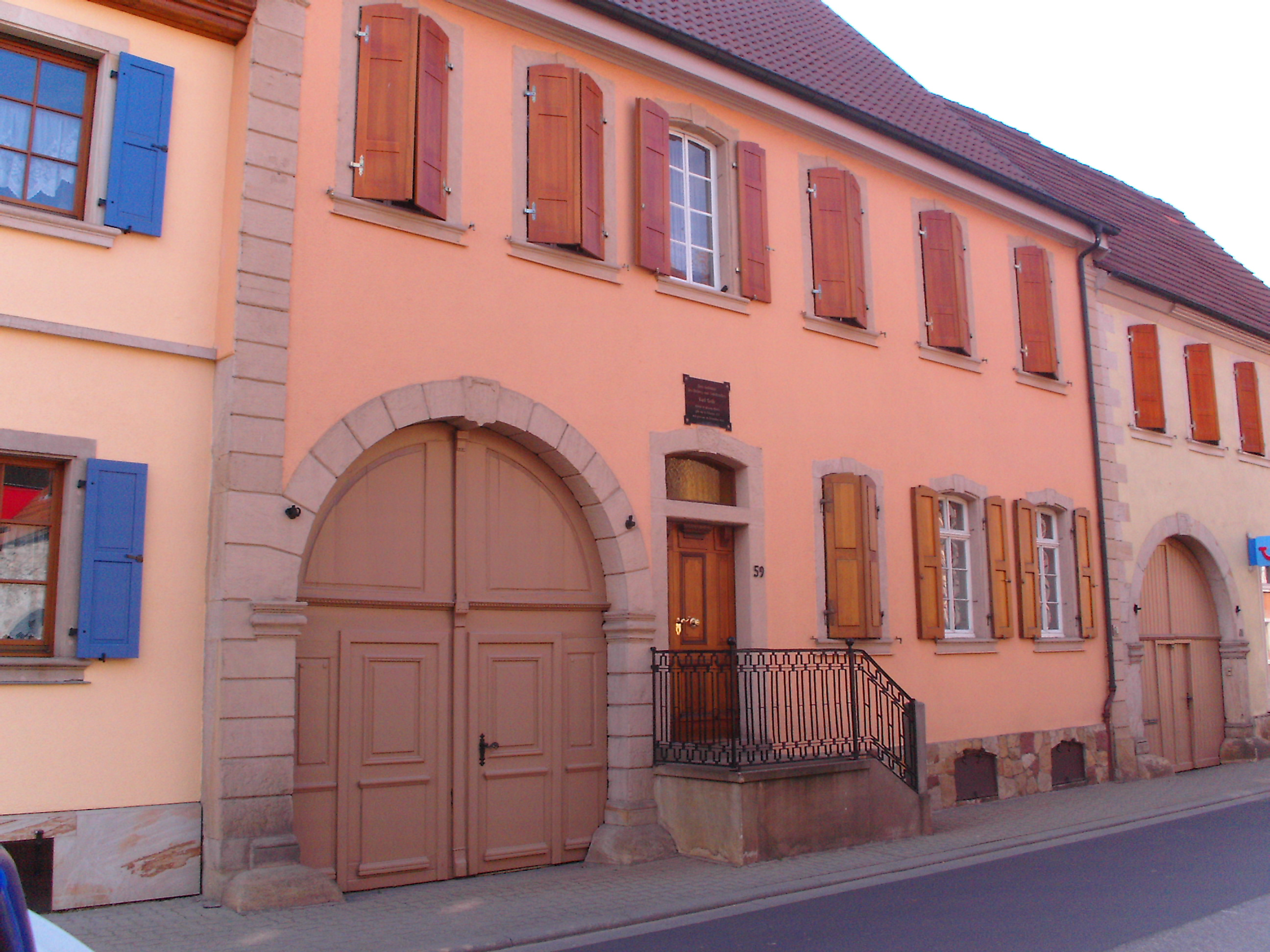
Geburtshaus von Karl Geib, Lambsheim, Hauptstraße 59. Den französischen Soldaten, der hier bei Beginn des Gefechtes Wache stand, sah Geib später tot auf dem Schlachtfeld liegen.

Nach dem Augenzeugenbericht von Karl Geib zogen sich die Franzosen nach Sprengung der Mainzer Linien mit ihrer desorganisierten Armee an den Frankenthaler Bach zurück. Die Linie dehnte sich vom Rhein bis an die Vogesen. Die französischen Generäle Desaix und Boulan hatten das Kommando inne und positionierten ihr Korps hinter dem Bach, direkt vor Lambsheim, das von einigen hundert Infanteriesoldaten gehalten wurde.
Dann begann der Angriff des österreichischen Feldmarschalls Clairfait. Tiroler Schützen und einige Bataillone österreichischer Böhmen und Wallonen stürmten den Ort. Die Franzosen dort wurden immer weiter zurückgedrängt, und die Situation wurde für sie aussichtslos, als die Österreicher den Ort umgingen und zusätzlich auch von Süden her eindrangen. Der französische Anführer kapitulierte auf dem Friedhof vor dem österreichischen Befehlshaber, wurde aber bei der Säbelübergabe von einem wallonischen Schützen hinterrücks erschossen.
Mittlerweile lief ein zweiter österreichischer Angriff auf die hinter dem Bach verschanzten französischen Truppen, dabei wurden allein in einem Bataillon des Wallonen-Regiments Beaulieu 150 Mann und 11 Offiziere getötet oder verwundet. Als sich die Franzosen dem Einsatz von Artillerie ausgesetzt sahen, verschlechterte sich ihre Situation zunehmend. Laut Geib jagte deshalb die österreichische Artillerie mit hochexplosiven Munitionswagen durch den schon an einer Stelle brennenden Ort. General Desaix wurde im Laufe des Gefechts schwer verletzt. Die französischen Verbände mussten sich zurückziehen; erst mit Einbruch der Dunkelheit war die Schlacht beendet.

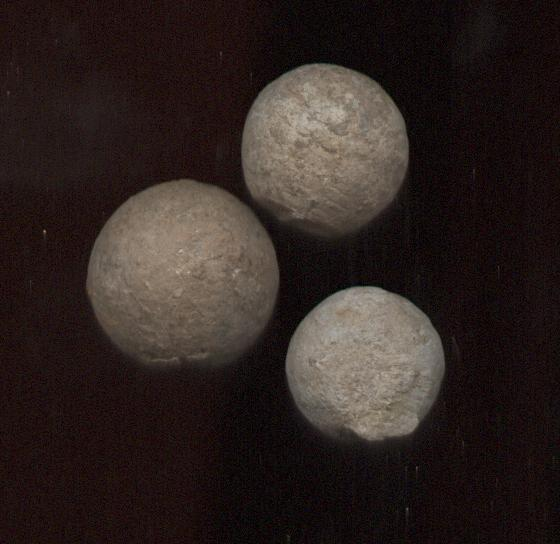
Drei, im Jahre 2008 auf dem Schlachtfeld bei Lambsheim aufgefundene Musketenkugeln aus Blei

In der Österreichischen Militärischen Zeitschrift finden sich Auszüge aus dem Tagebuch des Generals Baron Gabriel von Geringer vom k.k. Husarenregiment Szekler Nr. 11. Auch er schreibt dort über die Kämpfe bei Lambsheim weitere Details, unter anderem, dass die fliehenden Franzosen nach Vertreibung aus dem Ort von den Szekler Husaren bis über den Bach verfolgt wurden und dass sie ca. 150 Tote und 65 Gefangene zu beklagen hatten.
Das Militär Conversations Lexikon konstatiert, dass der österreichische Feldmarschalleutnant Joseph Staader Freiherr v. Adelsheim beim Angriff auf Lambsheim den mittleren, die Feldmarschalleutnants Latour-Merlemont und Franz von Werneck jedoch den östlichen und den westlichen Truppenflügel kommandierten. Ein Bataillon von Staaders Soldaten habe eine Laufbrücke über den schmalen Fuchsbach (Kesserbach) angelegt und das Städtchen westlich umgangen, um dann aus Richtung Süden eindringen zu können.
Die London Gazette, Extraordinary (Extrablatt), vom 11. Dezember 1795 brachte zum Gefecht bei Lambsheim unter anderem einen (englischsprachigen) Rapport des Kriegsberichters Lieutenant-Colonel Robert Craufurd an den Staatssekretär des Auswärtigen, Lord Greenville. Der Bericht wurde in Frankenthal im österreichischen Hauptquartier am Tag nach der Schlacht abgefasst.

## Verluste

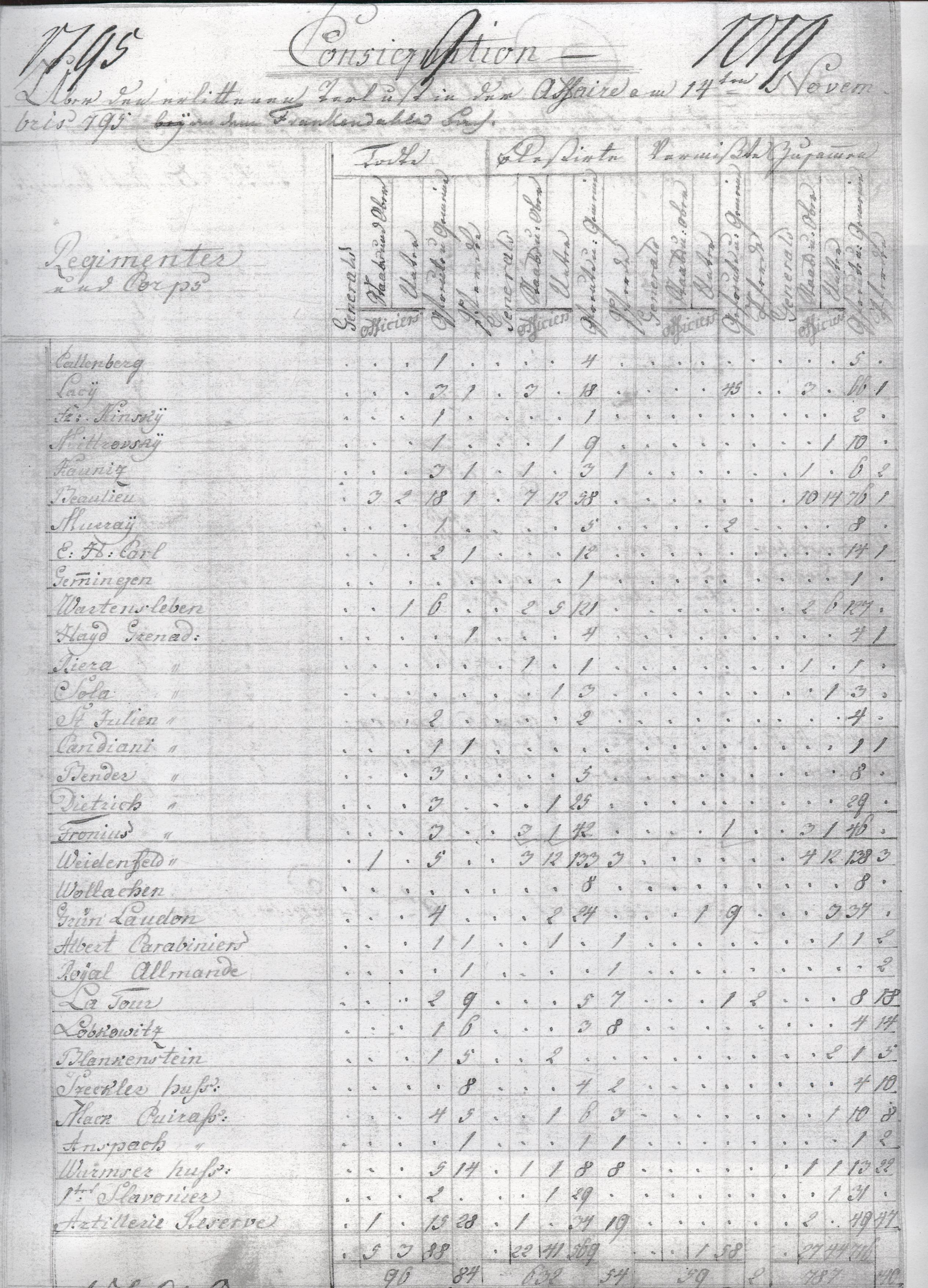
Allgemeine deutsche Verlustliste vom Gefecht bei Lambsheim, 14. Nov. 1795, dort genannt: "Affaire bey dem Frankendahler Bach"

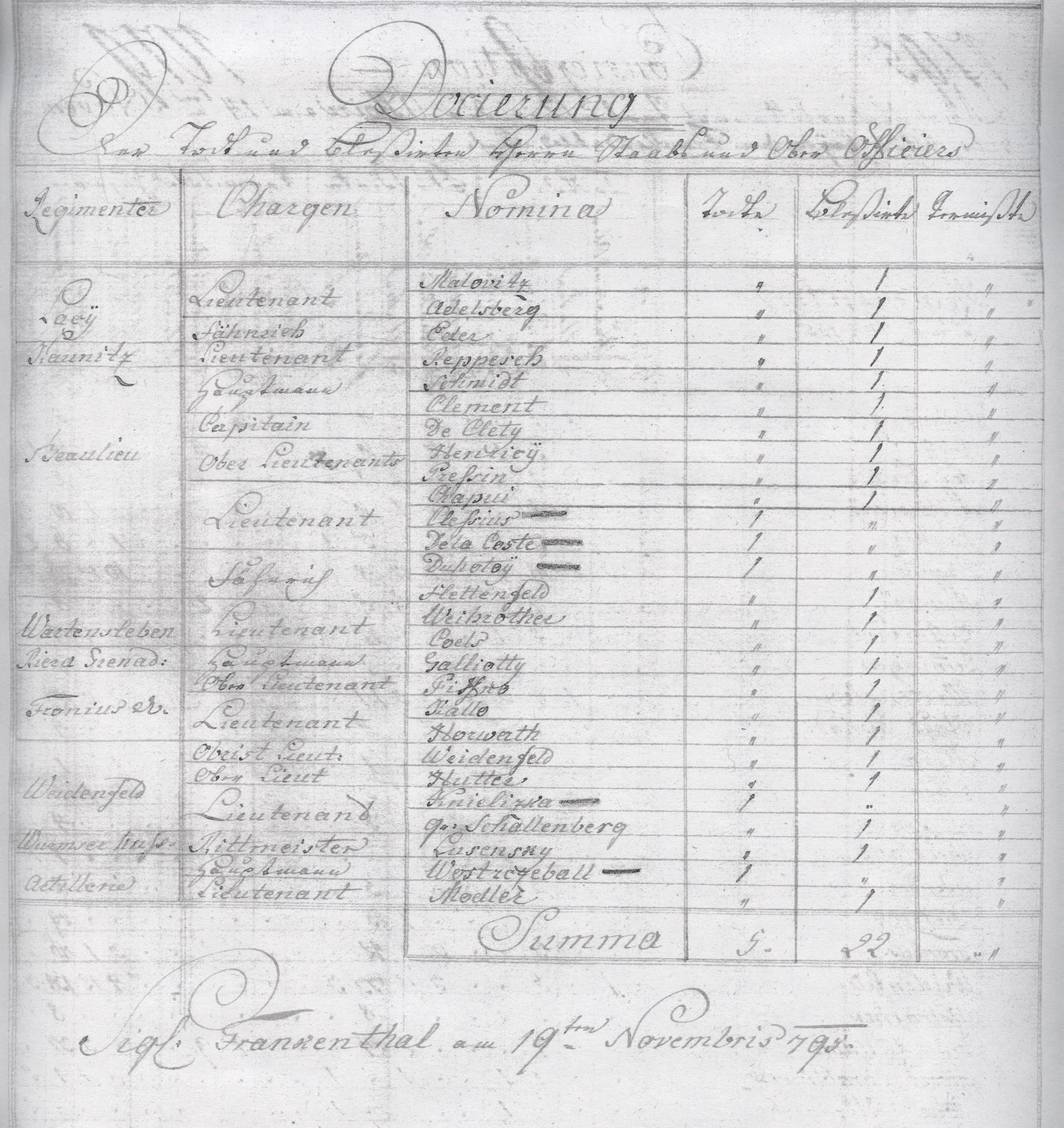
Deutsche Offiziers-Verlustliste vom Gefecht bei Lambsheim, 14. Nov. 1795, gefertigt im nahen Frankenthal, am 19. November 1795

Gemäß der im österreichischen Kriegsarchiv in Wien aufliegenden Verlustliste für die Affäire an dem Frankenthaler Bach am 14. November 1795 starben bei dem Lambsheimer Gefecht auf österreichischer Seite 5 Offiziere, nämlich der auch bei Geib erwähnte Leutnant Klesius (auch Clesius) und die Leutnants De la Coste und Duhotoy, alle vom Regiment Beaulieu, Leutnant Knielitzka vom Regiment Weidenfeld und als höchste Charge Hauptmann Wostzcyeball von der Artilleriereserve. Insgesamt fanden bei Lambsheim 96 Österreicher den Tod, die auch dort begraben liegen (5 namentlich bekannte Offiziere, 3 Unteroffiziere und 88 Soldaten), außerdem 84 Pferde. Verwundet wurden 632 Soldaten (22 Offiziere, 41 Unteroffiziere und 569 Soldaten, sowie 54 Pferde); überdies sind als vermisst registriert 1 Unteroffizier, 58 Soldaten und 2 Pferde (darunter möglicherweise auch einige Deserteure). Laut General Geringer fielen auf französischer Seite etwa 150 Soldaten.

## Berühmte Teilnehmer am Gefecht

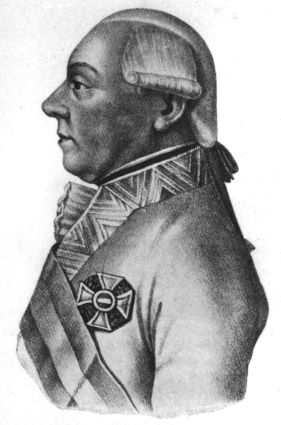
General Ludwig Wilhelm Anton Graf Baillet de Latour-Merlemont, Kommandeur des linken österreichischen Flügels bei Lambsheim, dort am Fuß verwundet und von Karl Geib wegen seiner „Kühnheit“ besonders gelobt.

Einwandfrei belegt ist die Anwesenheit von berühmten Personen in Lambsheim anlässlich des Gefechtes zwischen Österreichern und Franzosen am 14. November 1795. Karl Geib erwähnt in seinem Bericht ausdrücklich die Gegenwart des österreichischen Feldmarschalls Charles Joseph Graf von Clerfayt (1733–1798), der sich „vieler Gefahr“ ausgesetzt habe, sowie die des französischen Generals Louis Charles Antoine Desaix (1768–1800), welcher bei Lambsheim einen Flintenschuss durch seinen Hut erhielt und 1800 in der Schlacht bei Marengo fiel. Auch Emanuel Dietrich (1772–1857), später als Feldmarschall-Leutnant und Ritter des Militär-Maria-Theresien-Ordens, der höchsten österreichischen Tapferkeitsauszeichnung, unter dem Namen Dietrich von Hermannsberg geadelt, focht am 14. November 1795 bei Lambsheim. In der Biographie des berühmten Artillerie-Offiziers, der in 64 Dienstjahren 5 Kaisern gedient, an 58 Schlachten teilgenommen, 35 Verwundungen erlitten und seine Feuertaufe noch in den Türkenkriegen erhalten hatte, heißt es:

„Unter-Leutnant Emanuel Dietrich kämpfte jetzt mit seiner Batterie im Armee Korps des Generals Wurmser. Bei Lambsheim, einem Dorf in der Nähe Mannheims, konnte sich der Unter-Leutnant mit seinen Männern erneut auszeichnen, als es ihm, allein mit seinen Geschützen gelang, einen französischen Angriff zum Stehen zu bringen.“

Diese Schilderung deckt sich mit der des Augenzeugen Geib, der ebenfalls berichtet, dass man die „Reserveartillere“ herbeigerufen habe, um den französischen Widerstand endgültig zu brechen. Emanuel Dietrich, alias Dietrich von Hermannsberg – eine der legendärsten Figuren der österreichischen Heeresgeschichte –, war es also, der mit seiner Artillerie-Batterie durch Lambsheim jagte, wobei deren hochexplosive Munitionswagen den schon an einer Stelle brennenden Ort zusätzlich gefährdeten. Nicht zuletzt nennen Lühes Militär Conversations Lexikon und Baron Geringers Aufzeichnungen noch die namhaften österreichischen Feldmarschalleutnants, Franz von Werneck (1748–1806), Ludwig Wilhelm Anton Graf Baillet de Latour-Merlemont (1737–1806), bei Lambsheim am Fuß verwundet und Joseph Staader von Adelsheim (1738–1809), welche dort persönlich die Truppen führten. Latour-Merlemont wird zusätzlich auch von Geib wegen seiner „Kühnheit“ erwähnt. Der Tagebuchchronist Generalmajor Gabriel Geringer von Ödenberg (1758–1825) – selbst eine bedeutende Persönlichkeit der österreichischen Heeresgeschichte – kämpfte als Oberst der Siebenbürger Szekler Husaren vor Lambsheim, ebenso wie General Ernst Graf von Blankenstein (1733–1816), der Kommandeur des gleichnamigen Reiterregiments.

## Legende und Überlieferung

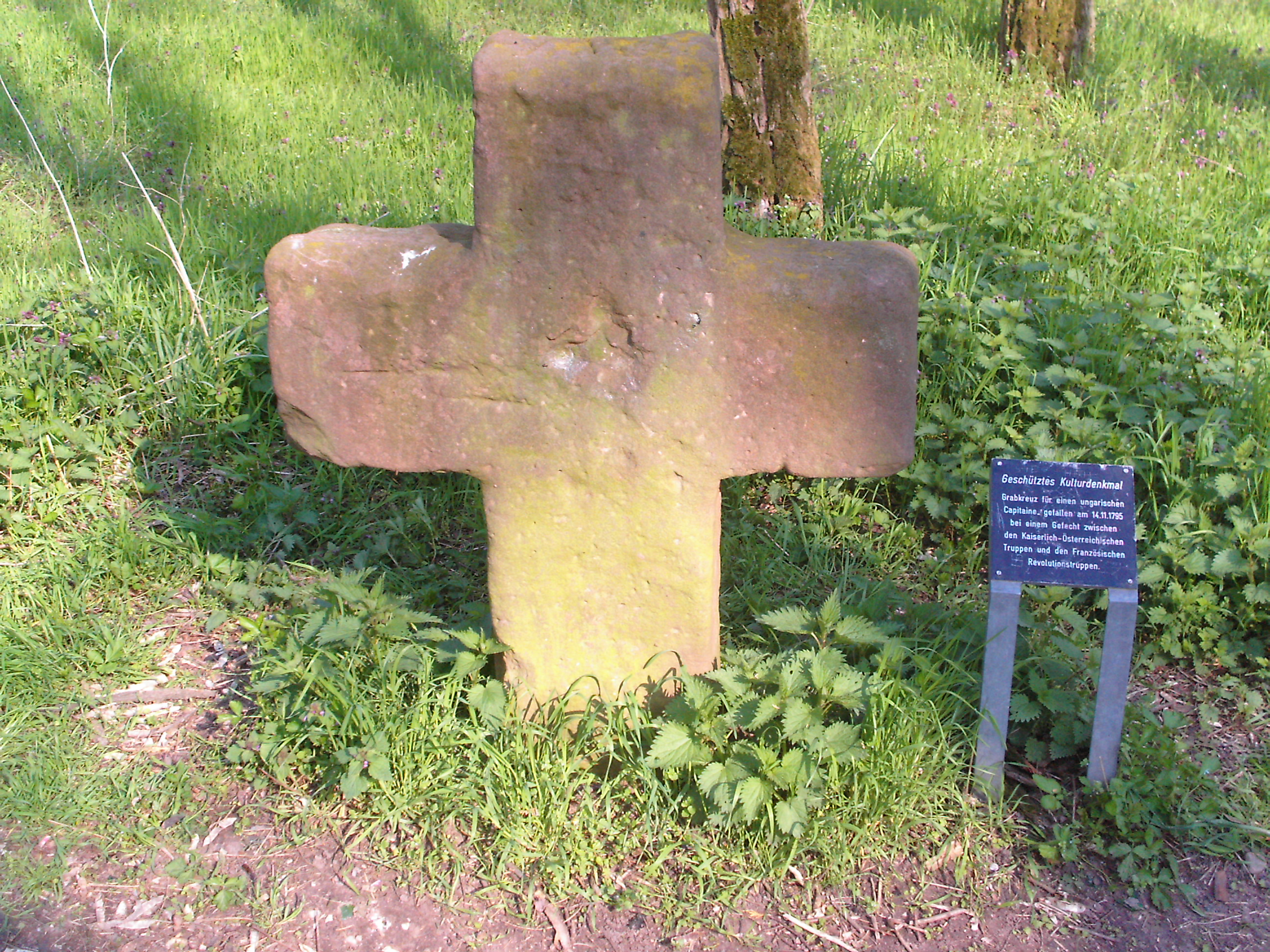
Das Kreuz auf der Heide. Es steht auf dem Schlachtfeld von 1795 und soll die Grabstätte eines gefallenen österreichischen Offiziers bezeichnen.

Legendenhaft umwoben und mit dem genannten Gefecht in Verbindung gebracht wird heute das sogenannte Kreuz auf der Heide nahe der Isenach (=Frankenthaler Bach), früher Lambsheimer Feldgemarkung, heute in der Maxdorfer Gewanne Pfingstberg liegend. Es wurde 1995 durch die Kreisverwaltung Ludwigshafen am Rhein zum Kulturdenkmal erklärt und eine zusätzliche Tafel gibt den Hinweis: „Grabkreuz für einen ungarischen Capitaine, gefallen am 14. Nov. 1795 bei einem Gefecht zwischen den kaiserlich-österreichischen Truppen und den französischen Revolutionstruppen“. In den letzten Jahren wird es daher von Ungarnfreunden aus der Region alljährlich im Herbst mit einem Kranz und Schleifen in den ungarischen Nationalfarben geschmückt. Das Kreuz selbst ist mittelalterlich, ohne Corpus oder Inschrift. Möglicherweise hat man dort aber tatsächlich nach dem Gefecht einen österreichischen Offizier beigesetzt. Gemäß der örtlichen Überlieferung soll der Gefallene ein Husarenoffizier des Regiments General Blankensteins gewesen sein, welcher auch mit der Anlegung des Grabes in Verbindung gebracht wird. Der Lambsheimer Heimatdichter Valentin Reudelhuber verfasste darüber vor etwa 100 Jahren ein langes Gedicht. General Blankenstein war in Lambsheim zugegen und seine Husaren fochten an der Isenach; genau wie die gleichfalls ungarischen Szekler Husaren. Gemäß der offiziellen österreichischen Verlustliste für die „Affäire an dem Frankenthaler Bach am 14. November 1795“ ist dabei aber überhaupt kein Kavallerieoffizier gefallen, weder ein Blankensteinischer noch ein anderer. Diese Überlieferung dürfte somit in den Bereich der Sage zu verweisen sein. Vom Husarenregiment Blankenstein fiel gemäß amtlicher Aufstellung bei Lambsheim lediglich ein einfacher Soldat; 2 Unteroffiziere des Regiments wurden verwundet und 5 Pferde getötet. Bei den Szekler Husaren starb niemand – das Regiment hatte aber 8 tote Pferde sowie 4 verwundete Soldaten zu beklagen. Dennoch scheint in der Volksüberlieferung ein wahrer Kern zu stecken. In der Zeitschrift des Frankenthaler Altertumsvereins, 2. Jahrgang, 1894, Seite 27, ist der Leserbrief eines Lambsheimer Einsenders vom März 1890 abgedruckt. Er berichtet zu dem Kreuz auf der Heide, dass er schon vor 50 Jahren (also um 1840) den damaligen Grundstücksbesitzer befragt habe, ob sich unter dem Kreuz ein Grab befinde. Dieser habe bestätigt, nachgegraben, aber nur Kieselsteine und Sand gefunden zu haben. Dann fährt der Geschichtsfreund mit einer überaus wichtigen Information fort, welche die Version von dem nachträglich nahe dem schon vorhandenen Kreuz beigesetzten Offizier stützt. Es heißt wörtlich:

„Später sagte mir der hießige Bürger Anton Petry, er habe auf seinem Grundstück, beim Abfahren des Sandes, in ungefehr 25 Meter Entfernung von diesem Kreuze, das Scelet eines Menschen gefunden und nach dem Schädel und den Knochen zu urteilen müsse derselbe ein großer kräfticher Mann gewesen sein.“

Was mit dem Skelett geschah, wird leider nicht mitgeteilt, vermutlich hat es Anton Petry aber wieder dort vergraben und der Tote ruht somit noch immer nahe dem Kreuz auf der Heide. Das Geheimnis seiner Identität kann eindeutig wohl nie mehr geklärt werden.